# Accuphase
Accuphase är en japansk stereotillverkare som sedan många år tillbaka tillverkar highend-förstärkare. Deras utseende har ungefär sett likadant ut sedan starten. Företagets produkter är moduluppbyggda, vilket betyder att man kan uppgradera dem med olika kort för D/A-omvandling och RIAA-steg.